# يان إيغل
يان إيغل (بالإنجليزية: Ian Eagle)‏ هو معلق رياضي أمريكي، ولد في 9 فبراير 1969 في Essex Fells, New Jersey ‏ في الولايات المتحدة.